# Karl Wilhelm Reinmuth
Karl Wilhelm Reinmuth (Heidelberg, 4. travnja 1892.  - 6. svibnja 1979.), njemački astronom zaslužan za otkriće više od 400 asteroida. Prvi asteroid, 796 Sarita, otkrio je 15. listopada 1914. tijekom rada u opservatoriju Heidelberg-Königstuhl.
Otkrio je i 962 Aslög.

## Djela
- "Die Herschel-Nebel" - 1926.[2]